# Soulèvement de Marseille contre la Convention nationale
Le soulèvement de Marseille contre la Convention nationale correspond aux soulèvements fédéralistes et royalistes qui éclatèrent dans la ville de Marseille et sa région lors de la Révolution française, après les évènements du 31 mai 1793 et les décrets du 2 juin 1793 éliminant les Girondins de la Convention.

## Déroulement
Marseille accueillit d'abord les idées nouvelles avec enthousiasme, mais l'opinion et la municipalité évoluent et se structurent en opposition, principalement à la suite de la répression contre les Girondins. La municipalité devient sectionnaire, avec un Comité général des 32 sections de Marseille qui se crée le 1er mai 1793. Les mouvements s'organisèrent autour des fédéralistes et royalistes. 
Une Armée départementale des Bouches-du-Rhône fut constituée afin d'aller combattre les troupes de la Convention nationale. Elle est placée dans un second temps sous le commandement du général royaliste Scipion-Joseph-Alexandre de Villeneuve-Tourrettes, auquel lui était adjoint des commissaires civils (Pierre Laugier, Vence, Rampal fils et Michel d'Eyguières), à partir de fin juillet 1793.
Alors que le mouvement sectionnaire se développe en un mouvement fédéraliste dont s'emparent les forces aristocratiques et royalistes, comité de sûreté et d'exécution mis en place le 15 août 1793 avec Antoine Castelanet, Pierre Peloux, Raymond fils aîné, Pierre Laugier et Jean Abeille, un royaliste notoire. Sous prétexte d'assurer l'approvisionnement alimentaire de la population marseillaise, la tâche principale de ce comité sera de prendre contact avec les représentants de deux états en guerre avec la France, l'amiral Hood, commandant de l'escadre anglaise, et l'amiral Langora, commandant de l'escadre espagnole.
À la suite de troubles, les troupes républicaines du général Jean-François Carteaux furent envoyées en expédition punitive et les députés de la Convention Paul Barras, Louis-Marie Stanislas Fréron vint faire respecter les lois dans Marseille désormais baptisée « Sans-Nom ».

## Répressions
Sur l'ancienne place royale devenue place de la Liberté, sur la Canebière, plus de 400 têtes tomberont. Sur la place Daviel, du balcon du Palais de justice (aujourd'hui Recette municipale) étaient lues les sentences du Tribunal révolutionnaire au public. Augustin Robespierre présida des séances dans l'Hôtel de Ville de Marseille.
Le fort Saint-Jean, fut le théâtre du massacre de 130 détenus sous la Terreur blanche en mai 1795. Les factieux se faisaient appeler "Compagnons du Soleil".

## Sources
- Georges Guibal, Le mouvement fédéraliste en Provence en 1793, Paris, Plon-Nourrit, 1908
- Bill Scott, William Scott, Terror and repression in revolutionary Marseilles, Barnes & Noble Books, 1973
- Joseph-Étienne Michel. Histoire de l'armée départementale des Bouches-du-Rhône, de l'entrée des escadres des puissances coalisées dans Toulon et de leur sortie de cette place ; précédé d'une introduction sur l'origine des troubles du Midi, sur leur durée, et les moyens de les faire cesser. Paris. Du Pont. 1797